# FIVB Beach Volleyball World Tour 2017
FIVB Beach Volleyball World Tour 2017 var den 29:e upplagan av den professionella tävlingsserien i beachvolley. Den spelades februari till augusti 2017 och arrangerades av FIVB.

## Spelkalender
Legend
| World Championships             |
| World Tour Finals               |
| 5-stjärneturnering/Major Series |
| 4-stjärneturnering              |
| 3-stjärneturnering              |
| 2-stjärneturnering              |
| 1-stjärneturnering              |

### Damer
| Turnering                                                     | Mästare                                                               | Tvåa                                                     | Trea                                                                     | Fyra                                                |
| ------------------------------------------------------------- | --------------------------------------------------------------------- | -------------------------------------------------------- | ------------------------------------------------------------------------ | --------------------------------------------------- |
| Fort Lauderdale Major Fort Lauderdale, USA 7–12 februari      | Larissa França (BRA) · Talita Antunes (BRA) · 21–15, 21–18            | Ágatha Bednarczuk (BRA) · Eduarda Lisboa (BRA)           | Chantal Laboureur (GER) · Julia Sude (GER) · 21–14, 21–14                | Brooke Sweat (USA) · Summer Ross (USA)              |
| Shepparton Open Shepparton, Australien 4–5 mars               | Julie Gordon (CAN) · Camille Saxton (CAN) · 21–17, 21–14              | Kim Behrens (GER) · Anni Schumacher (GER)                | Phoebe Bell (AUS) · Nicole Laird (AUS) · 21–14, 21–16                    | Leonie Körtzinger (GER) · Sandra Seyfferth (GER)    |
| Sydney Open Sydney, Australien 17–19 mars                     | Julie Gordon (CAN) · Camille Saxton (CAN) · 21–14, 21–16              | Mariafe Artacho del Solar (AUS) · Jessyka Ngauamo (AUS)  | Louise Bawden (AUS) · Nicole Laird (AUS) · 21–18, 22–24, 15–11           | Kim Behrens (GER) · Anni Schumacher (GER)           |
| Langkawi Open Langkawi, Malaysia 15–16 april                  | Emily Stockman (USA) · Kimberly Dicello (USA) · 22–20, 22–24, 17–15   | Martina Bonnerová (CZE) · Šárka Nakládalová (CZE)        | Cornelia Rimser (AUT) · Lena Plesiutschnig (AUT) · 21–18, 21–13          | Nadine Strauss (AUT) · Teresa Strauss (AUT)         |
| Xiamen Open Xiamen, Kina 20–23 april                          | Bárbara Seixas (BRA) · Fernanda Alves (BRA) · 21–12, 19–21, 16–14     | Wang Fan (CHN) · Yue Yuan (CHN)                          | Victoria Bieneck (GER) · Isabel Schneider (GER) · 21–16, 21–19           | Maria Antonelli (BRA) · Carolina Horta (BRA)        |
| Rio de Janeiro Open Rio de Janeiro, Brasilien 18–21 maj       | Ágatha Bednarczuk (BRA) · Eduarda Lisboa (BRA) · 21–14, 13–21, 15–13  | Sarah Pavan (CAN) · Melissa Humana-Paredes (CAN)         | Barbora Hermannová (CZE) · Markéta Sluková (CZE) · 23–21, 21–18          | Bárbara Seixas (BRA) · Fernanda Alves (BRA)         |
| Moscow Open Moskva, Ryssland 31 maj–4 juni                    | Larissa França (BRA) · Talita Antunes (BRA) · 21–16, 21–14            | Brooke Sweat (USA) · Summer Ross (USA)                   | Ágatha Bednarczuk (BRA) · Eduarda Lisboa (BRA) · 21–14, 21–8             | Victoria Bieneck (GER) · Isabel Schneider (GER)     |
| The Hague Open Haag, Nederländerna 13–18 juni                 | Maria Antonelli (BRA) · Carolina Solberg (BRA) · 21–17, 21–11         | Joana Heidrich (SUI) · Anouk Vergé-Dépré (SUI)           | Ágatha Bednarczuk (BRA) · Eduarda Lisboa (BRA) · 16–21, 21–13, 15–11     | Sarah Pavan (CAN) · Melissa Humana-Paredes (CAN)    |
| Nanjing Open Nanjing, Kina 16–18 juni                         | Betsi Flint (USA) · Kelley Larsen (USA) · 21–19, 21–12                | Wen Shuhui (CHN) · Xia Xinyi (CHN)                       | Ieva Dumbauskaitė (LTU) · Monika Povilaitytė (LTU) · 25–23, 17–21, 15–7  | Martina Bonnerová (CZE) · Šárka Nakládalová (CZE)   |
| Monaco Open Monaco, Monaco 17–18 juni                         | Juliana Silva (BRA) · Carolina Horta (BRA) · 21–16, 15–21, 15–13      | Kim Behrens (GER) · Anni Schumacher (GER)                | Peny Karagkouni (GRE) · Konstantina Tsopoulou (GRE) · 21–15, 16–21, 15–9 | Shaunna Marie Polley (NZL) · Kelsie Wills (NZL)     |
| Nantong Open Nantong, Kina 23–25 juni                         | Wen Shuhui (CHN) · Xia Xinyi (CHN) · 21–18, 21–14                     | Wang Fan (CHN) · Yue Yuan (CHN)                          | Ieva Dumbauskaitė (LTU) · Monika Povilaitytė (LTU) · 26–24, 21–19        | Yulia Abalakina (RUS) · Ksenia Dabizha (RUS)        |
| Porec Major Porec, Kroatien 27 juni–1 juli                    | Sarah Pavan (CAN) · Melissa Humana-Paredes (CAN) · 32–34, 21–12, 15–6 | Barbora Hermannová (CZE) · Markéta Sluková (CZE)         | Nina Betschart (SUI) · Tanja Hüberli (SUI) · 21–19, 21–14                | Bárbara Seixas (BRA) · Fernanda Alves (BRA)         |
| Gstaad Major Gstaad, Schweiz 4–8 juli                         | Chantal Laboureur (GER) · Julia Sude (GER) · 21–18, 22–20             | Larissa França (BRA) · Talita Antunes (BRA)              | Sarah Pavan (CAN) · Melissa Humana-Paredes (CAN) · 21–15, 21–12          | Joana Heidrich (SUI) · Anouk Vergé-Dépré (SUI)      |
| Daegu Open Daegu, Sydkorea 14–16 juli                         | Miki Ishii (JPN) · Megumi Murakami (JPN) · 21–14, 15–21, 17–15        | Varapatsorn Radarong (THA) · Tanarattha Udomchavee (THA) | Kateřina Valková (CZE) · Diana Žolnerčíková (CZE) · 21–14, 24–22         | Lisa Arnholdt (GER) · Leonie Welsch (GER)           |
| Ulsan Open Ulsan, Sydkorea 20–22 juli                         | Betsi Flint (USA) · Kelley Larsen (USA) · 21–16, 21–13                | Varapatsorn Radarong (THA) · Tanarattha Udomchavee (THA) | Shaunna Marie Polley (NZL) · Kelsie Wills (NZL) · 21–17, 21–18           | Rumpaipruet Numwong (THA) · Khanittha Hongpak (THA) |
| Olsztyn Open Olsztyn, Polen 19–23 juli                        | Larissa França (BRA) · Talita Antunes (BRA) · 20–22, 21–18, 16–14     | Sarah Pavan (CAN) · Melissa Humana-Paredes (CAN)         | Ágatha Bednarczuk (BRA) · Eduarda Lisboa (BRA) · Walkover                | Kerri Walsh Jennings (USA) · Nicole Branagh (USA)   |
| Agadir Open Agadir, Marocko 21–23 juli                        | Nicole Eiholzer (SUI) · Dunja Gerson (SUI) · 21–19, 21–18             | Akiko Hasegawa (JPN) · Azusa Futami (JPN)                | Lézana Placette (FRA) · Aline Chamereau (FRA) · 21–9, 21–12              | Érika Mongelós (PAR) · Gabriela Filippo (PAR)       |
| World Championships Wien, Österrike 28 juli–5 augusti         | Laura Ludwig (GER) · Kira Walkenhorst (GER) · 19–21, 21–13, 15–9      | April Ross (USA) · Lauren Fendrick (USA)                 | Larissa França (BRA) · Talita Antunes (BRA) · 21–12, 16–21, 18–16        | Sarah Pavan (CAN) · Melissa Humana-Paredes (CAN)    |
| Swatch FIVB World Tour Finals Hamburg, Tyskland 23–26 augusti | Laura Ludwig (GER) · Kira Walkenhorst (GER) · 21–17, 19–21, 15–10     | Ágatha Bednarczuk (BRA) · Eduarda Lisboa (BRA)           | Larissa França (BRA) · Talita Antunes (BRA) · 21–17, 21–19               | Sarah Pavan (CAN) · Melissa Humana-Paredes (CAN)    |

### Herrar
| Turnering                                                     | Mästare                                                                     | Tvåa                                               | Trea                                                                 | Fyra                                                     |
| ------------------------------------------------------------- | --------------------------------------------------------------------------- | -------------------------------------------------- | -------------------------------------------------------------------- | -------------------------------------------------------- |
| Fort Lauderdale Major Fort Lauderdale, USA 7–11 februari      | Álvaro Morais Filho (BRA) · Saymon Santos (BRA) · 21–15, 21–17              | Evandro Oliveira (BRA) · André Stein (BRA)         | Phil Dalhausser (USA) · Nick Lucena (USA) · 14–21, 21–13, 15–10      | John Hyden (USA) · Ryan Doherty (USA)                    |
| Kish Island Open Kish island, Iran 15–18 februari             | Nikita Liamin (RUS) · Viacheslav Krasilnikov (RUS) · 18–21, 21–19, 15–8     | Piotr Kantor (POL) · Bartosz Łosiak (POL)          | Oleg Stoyanovskiy (RUS) · Artem Yarzutkin (RUS) · 13–21, 21–17, 15–7 | Lorenz Schümann (GER) · Julius Thole (GER)               |
| Shepparton Open Shepparton, Australien 4–5 mars               | Christopher McHugh (AUS) · Damien Schumann (AUS) · 21–18, 21–18             | Cole Durant (AUS) · Zachery Schubert (AUS)         | Ben O'Dea (NZL) · Sam O'Dea (NZL) · 21–12, 21–14                     | Adam Roberts (USA) · Martin Lorenz (USA)                 |
| Langkawi Open Langkawi, Malaysia 15–16 april                  | Nivaldo Díaz (CUB) · Sergio González (CUB) · 21–17, 21–18                   | Florian Schnetzer (AUT) · Peter Eglseer (AUT)      | Mart Tiisaar (EST) · Kusti Nõlvak (EST) · 21–17, 21–17               | Lazar Kolarić (SRB) · Đorđe Klašnić (SRB)                |
| Xiamen Open Xiamen, Kina 20–23 april                          | Alexander Brouwer (NED) · Robert Meeuwsen (NED) · 21–14, 21–17              | Paolo Nicolai (ITA) · Daniele Lupo (ITA)           | Maciej Rudol (POL) · Jakub Szałankiewicz (POL) · 21–16, 21–17        | Armin Dollinger (GER) · Jonathan Erdmann (GER)           |
| Rio de Janeiro Open Rio de Janeiro, Brasilien 18–21 maj       | Alison Cerutti (BRA) · Bruno Oscar Schmidt (BRA) · 25–23, 21–12             | Bartosz Łosiak (POL) · Piotr Kantor (POL)          | Paolo Nicolai (ITA) · Daniele Lupo (ITA) · 21–15, 24–26, 15–11       | Theo Brunner (USA) · Casey Patterson (USA)               |
| Moscow Open Moskva, Ryssland 30 maj–4 juni                    | Phil Dalhausser (USA) · Nick Lucena (USA) · 21–17, 22–24, 18–16             | Viacheslav Krasilnikov (RUS) · Nikita Liamin (RUS) | Oleg Stoyanovskiy (RUS) · Artem Yarzutkin (RUS) · 18–21, 21–14, 15–8 | Jānis Šmēdiņš (LAT) · Aleksandrs Samoilovs (LAT)         |
| The Hague Open Haag, Nederländerna 13–18 juni                 | Viacheslav Krasilnikov (RUS) · Nikita Liamin (RUS) · 23–21, 22–20           | Pablo Herrera (ESP) · Adrián Gavira (ESP)          | Paolo Nicolai (ITA) · Daniele Lupo (ITA) · 21–18, 21–15              | Nico Beeler (SUI) · Marco Krattiger (SUI)                |
| Porec Major Porec, Kroatien 27 juni–2 juli                    | Gustavo Carvalhaes (BRA) · Pedro Solberg Salgado (BRA) · 18–21, 25–23, 15–9 | Paolo Nicolai (ITA) · Daniele Lupo (ITA)           | Alison Cerutti (BRA) · Bruno Oscar Schmidt (BRA) · 21–15, 21–18      | Oleg Stoyanovskiy (RUS) · Artem Yarzutkin (RUS)          |
| Gstaad Major Gstaad, Schweiz 4–9 juli                         | Phil Dalhausser (USA) · Nick Lucena (USA) · 21–18, 21–19                    | Bartosz Łosiak (POL) · Piotr Kantor (POL)          | Álvaro Morais Filho (BRA) · Saymon Santos (BRA) · 21–12, 21–18       | Evandro Oliveira (BRA) · André Stein (BRA)               |
| Olsztyn Open Olsztyn, Polen 19–23 juli                        | Markus Böckermann (GER) · Lars Flüggen (GER) · 15–21, 21–18, 15–11          | Ryan Doherty (USA) · John Hyden (USA)              | Juan Virgen (MEX) · Lombardo Ontiveros (MEX) · 21–17, 22–20          | Mārtiņš Pļaviņš (LAT) · Haralds Regža (LAT)              |
| Agadir Open Agadir, Marocko 21–23 juli                        | Youssef Krou (FRA) · Quincy Ayé (FRA) · 21–18, 21–14                        | Júlio Nascimento Júnior (QAT) · Ahmed Tijan (QAT)  | Bahman Salemi (IRI) · Rahman Raoufi (IRI) · 19–21, 21–19, 16–14      | Zouheir El Graoui (MAR) · Mohamed Abicha (MAR)           |
| Espinho Open Espinho, Portugal 28–30 juli                     | George Wanderley (BRA) · Vitor Felipe (BRA) · 21–12, 21–13                  | Júlio Nascimento Júnior (QAT) · Ahmed Tijan (QAT)  | Anders Mol (NOR) · Mathias Berntsen (NOR) · 22–20, 21–15             | Christian Sørum (NOR) · Svein Solhaug (NOR)              |
| World Championships Wien, Österrike 28 juli–6 augusti         | Evandro Oliveira (BRA) · André Stein (BRA) · 23–21, 22–20                   | Clemens Doppler (AUT) · Alexander Horst (AUT)      | Viacheslav Krasilnikov (RUS) · Nikita Liamin (RUS) · 21–17, 21–17    | Christiaan Varenhorst (NED) · Maarten van Garderen (NED) |
| Swatch FIVB World Tour Finals Hamburg, Tyskland 23–27 augusti | Phil Dalhausser (USA) · Nick Lucena (USA) · 21–15, 21–13                    | Evandro Oliveira (BRA) · André Stein (BRA)         | Paolo Nicolai (ITA) · Daniele Lupo (ITA) · 21–17, 19–21, 15–12       | Bartosz Łosiak (POL) · Piotr Kantor (POL)                |

## Medaljliga efter land
| Nr                   | Nation               | Guld | Silver | Brons | Totalt |
| -------------------- | -------------------- | ---- | ------ | ----- | ------ |
| 1                    | Brasilien (BRA)      | 12   | 5      | 7     | 24     |
| 2                    | USA (USA)            | 6    | 3      | 1     | 10     |
| 3                    | Tyskland (GER)       | 4    | 2      | 2     | 8      |
| 4                    | Kanada (CAN)         | 3    | 2      | 1     | 6      |
| 5                    | Ryssland (RUS)       | 2    | 1      | 3     | 6      |
| 6                    | Kina (CHN)           | 1    | 3      | 0     | 4      |
| 7                    | Australien (AUS)     | 1    | 2      | 2     | 5      |
| 8                    | Schweiz (SUI)        | 1    | 1      | 1     | 3      |
| 9                    | Japan (JPN)          | 1    | 1      | 0     | 2      |
| 10                   | Frankrike (FRA)      | 1    | 0      | 1     | 2      |
| 11                   | Kuba (CUB)           | 1    | 0      | 0     | 1      |
| 11                   | Nederländerna (NED)  | 1    | 0      | 0     | 1      |
| 13                   | Polen (POL)          | 0    | 3      | 1     | 4      |
| 14                   | Italien (ITA)        | 0    | 2      | 3     | 5      |
| 15                   | Tjeckien (CZE)       | 0    | 2      | 2     | 4      |
| 16                   | Österrike (AUT)      | 0    | 2      | 1     | 3      |
| 17                   | Qatar (QAT)          | 0    | 2      | 0     | 2      |
| 17                   | Thailand (THA)       | 0    | 2      | 0     | 2      |
| 19                   | Spanien (ESP)        | 0    | 1      | 0     | 1      |
| 20                   | Litauen (LTU)        | 0    | 0      | 2     | 2      |
| 20                   | Nya Zeeland (NZL)    | 0    | 0      | 2     | 2      |
| 22                   | Estland (EST)        | 0    | 0      | 1     | 1      |
| 22                   | Grekland (GRE)       | 0    | 0      | 1     | 1      |
| 22                   | Iran (IRI)           | 0    | 0      | 1     | 1      |
| 22                   | Mexiko (MEX)         | 0    | 0      | 1     | 1      |
| 22                   | Norge (NOR)          | 0    | 0      | 1     | 1      |
| Totalt (26 nationer) | Totalt (26 nationer) | 34   | 34     | 34    | 102    |